# Geografia Portugaliei
Portugalia (în portugheză Portugal, AFI: [puɾtuˈɣaɫ])) este o țară situată în extrema sud-vestică a Europei, din Peninsula Iberică, învecinându-se cu Oceanul Atlantic la vest și la sud, și cu Spania la nord și la est. Portugalia continentală este împărțită în două zone geomorfologice de râul ei principal Tejo (Tagus). Alte râuri importante sunt: Douro, Minho și Guadiana (toate izvorăsc în Spania). Ca și râul Tagus, toate izvorăsc din Spania.  
Teritoriul portughez  include două grupuri de insule ale Atlanticului: Insulele Azore și Madeira. Acestea sunt regiuni autonome ale Portugaliei. Țara și-a căpătat numele de la orașul Porto, al doilea ca mărime din țară, ai cărui nume latin era Portus Cale.

## Relief
În nord, relieful este format din munți. Cel mai înalt punct al Portugaliei se află în partea insulară: Mount Pico (2.351 m), în Azore. În sud, spre Algarve, relieful este format mai ales din câmpii și clima de aici este ceva mai călduroasă și mai uscată decât în nordul răcoros și ploios.

### Floră și faună
Are nuanțe oceanice, existând suprafețe, îndeosebi în nord, acoperite cu păduri. Între speciile forestiere, se regăsește și arborele de plută.

### Climă
Clima Portugaliei este caracterizată în principal de un climat mediteranean și un sezon distinct în timpul iernii când Portugalia prezintă un model de temperatură similar cu orașele spaniole de coastă. Procesul de încălzire are loc în lunile de primăvară, pe timp de zi temperaturile maxime ajungând până la 22 °C (72 °F) până în luna mai. Climatul din partea de sud este ceva mai călduros și mai uscat decât în nord, unde nord predomina climatul temperat oceanic, unde plouă mai mult decât în sud în marea parte a anului.
În nord, peisajul este format majoritar din munți. De remarcat că cel mai înalt punct al Portugaliei este Mount Pico din Arhipelagul Azore (2.351 m). 
Jumătatea sudică a țării este formată predominant din câmpii si dealuri scunde.